# Henri Paternóster
Henri Paternóster, né le 9 janvier 1908 à Bruxelles, Etterbeek et mort le 30 septembre 2007, est un escrimeur belge pratiquant le fleuret.

## Palmarès

### Escrime aux Jeux olympiques
- 1948 à Londres,  Royaume-Uni
  -  Médaille de bronze dans l'épreuve du fleuret par équipes [1]